# Cicinnus producta
Cicinnus producta is een vlinder uit de familie van de Mimallonidae. De wetenschappelijke naam van de soort is voor het eerst geldig gepubliceerd in 1906 door Dognin.